# Nombre de Rayleigh
Le nombre de Rayleigh ({\displaystyle {Ra}}) est un nombre sans dimension utilisé en mécanique des fluides et caractérisant le transfert de chaleur au sein d'un fluide : inférieur à une valeur critique de l'ordre de 1 700, le transfert s'opère uniquement par conduction, tandis qu'au-delà de cette valeur la convection libre ou naturelle devient prépondérante. Ce nombre porte le nom de Lord Rayleigh, physicien anglais.
On peut définir le nombre de Rayleigh comme le produit du nombre de Grashof, reliant les effets de la force gravifique à la viscosité du fluide, et du nombre de Prandtl :
{\displaystyle {Ra}={Gr}\cdot {Pr}={\frac {g\beta }{\nu \alpha }}(T_{\mathrm {s} }-T_{\infty }){L_{\mathrm {c} }}^{3}},
avec :
- {\displaystyle {Gr}} : nombre de Grashof ;
- {\displaystyle {Pr}} : nombre de Prandtl ;
- {\displaystyle g} : accélération de la pesanteur (m/s2) ;
- {\displaystyle {L_{\mathrm {c} }}} : longueur caractéristique (m) ;
- {\displaystyle T_{\mathrm {s} }} : température de la paroi (K) ;
- {\displaystyle T_{\infty }} : température du fluide loin de la paroi (K) ;
- {\displaystyle \nu } : viscosité cinématique (m2/s) ;
- {\displaystyle \alpha } : Diffusivité thermique (m2/s) ;
- {\displaystyle \beta } : coefficient de dilatation thermique volumétrique (K−1).

Le nombre de Péclet est défini de manière semblable au nombre de Rayleigh, mais le rapport concerne alors le transfert thermique par conduction et la convection forcée.
En géophysique, le nombre de Rayleigh a une importance capitale : aux échelles de temps géologiques, le manteau terrestre est un fluide dont le nombre de Rayleigh est estimé entre 106 et 108, donc bien supérieur à la valeur critique Rac (≈ 1 700), ce qui indique que ce manteau est parcouru de mouvements de convection (la convection mantellique). 